# Björkvägstekel
Björkvägstekel (Ichneumon bifasciatus) är en stekelart som beskrevs av Geoffroy 1785. I den svenska databasen Dyntaxa används istället namnet Dipogon bifasciatus. Enligt Catalogue of Life ingår björkvägstekel i släktet Ichneumon och familjen brokparasitsteklar, men enligt Dyntaxa är tillhörigheten istället släktet vedvägsteklar och familjen vägsteklar. Arten är reproducerande i Sverige. Inga underarter finns listade.